# Party en el barrio
«Party en el barrio» es una canción interpretada por el rapero y cantante argentino Paulo Londra en colaboración con el rapero argentino Duki. Fue publicada el 14 de septiembre de 2022, a través de Warner Music Latina, como el octavo sencillo del segundo álbum de Londra: Back to the Game (2022).

## Antecedentes y lanzamiento
Londra y Duki se conocieron durante su adolescencia compitiendo en El Quinto Escalón y compartiendo otros eventos de freestyle. En 2017, ambos artistas se juntaron por primera vez para grabar el remix «Astral», una canción no oficial publicada en YouTube por Wolf y Sync. El 9 de septiembre de 2022, se hizo el anuncio oficial del sencillo «Party en el barrio», que marcaba su primera colaboración. Pocos días después, publicaron algunos fragmentos en sus redes sociales para promocionar la canción. Finalmente, el sencillo fue lanzado el 14 de septiembre de 2022.

## Composición y letra
El sencillo fue compuesto por Londra, Duki, José Velázquez, Federico Vindver y Rio Root. «Party en el barrio» es una canción que se caracteriza por ser puramente del género trap y contiene una interpolación de una batalla de freestyle, donde Londra y Duki fueron contrincantes durante su época en el Quinto Escalón. La lírica habla sobre los comienzos de ambos artistas en el mundo del rap y los obstáculos que tuvieron que ir atravesando para llegar a convertirse en los mayores exponentes del género.

## Recepción

### Desempeño comercial
En la semana del 19 de septiembre de 2022, a cinco días de su estreno, «Party en el barrio» debutó en la posición número 63 de la lista Argentina Hot 100 publicada por Billboard. A la semana siguiente, el sencillo escaló hasta el puesto número 8, logrando ascender 55 posiciones en la lista, por lo que fue nombrado como el Greatest Gainer de la semana.

## Video musical
El videoclip fue dirigido por Agustin Portela en Buenos Aires y estrenado en el canal oficial de YouTube de Londra. El video muestra, por un lado, a los raperos comiendo juntos en una mesa en la vereda rodeados por una multitud, y por el otro, en un colectivo urbano y bebiendo fernet en un sofá, mientras que a su alrededor se organiza una fiesta en plena calle. Por otra parte, Londra y Duki están vestidos de traje ofreciendo una entrevista televisiva que se descontrola por el destrozo del estudio.

## Presentaciones en vivo
El 12 de noviembre de 2022, la canción fue interpretada por primera vez en vivo durante la tercera fecha de la presentación de Duki en el Estadio Vélez Sarsfield, donde Londra apareció como uno de los artistas invitados sorpresa.

## Posicionamiento en las listas
| Listas (2022)                      | Mejor posición |
| ---------------------------------- | -------------- |
| Argentina Hot 100 (Billboard)      | 8              |
| Bolivia (Billboard)                | 22             |
| Costa Rica (FONOTICA)              | 20             |
| Costa Rica Urbano (Monitor Latino) | 14             |
| Ecuador (Top 100 Ecuador)          | 55             |
| España (PROMUSICAE)                | 30             |
| Global 200 (Billboard)             | 186            |
| Global Excl. US (Billboard)        | 103            |

| Listas (2022)  | Mejor posición |
| -------------- | -------------- |
| Paraguay (SGP) | 81             |

## Certificaciones
| País   | Organismo certificador | Certificación | Ventas certificadas | Simbolización | Ref.   |
| ------ | ---------------------- | ------------- | ------------------- | ------------- | ------ |
| España | PROMUSICAE             | Oro           | 30 000              | ●             | [ 23 ] |

## Créditos y personal
Adaptados desde Genius.

### Producción
- Paulo Londra: voz y composición.
- Duki: voz y composición.
- Ángel López: composición y producción
- Federico Vindver: composición, producción, teclado y bajo.
- Rio Root: composición y producción.

### Técnico
- Federico Vindver: ingeniería de grabación y programación.
- Federico Yesan Rojas: ingeniería de grabación.
- Patrizio «Teezio» Pigliapoco: ingeniería de mezcla.
- Mike Tucci: ingeniería de masterización.
- Ignacio Portales: asistente de ingeniería de mezcla.

## Historial de lanzamiento
| Región | Fecha                    | Formato(s)                 | Discográfica        | Ref.   |
| ------ | ------------------------ | -------------------------- | ------------------- | ------ |
| Varios | 14 de septiembre de 2022 | Descarga digital streaming | Warner Music Latina | [ 24 ] |